# 九斿增五
波江座59，又名BD-16 956，HD 30606、SAO 149901、HR 1538，是波江座的一颗恒星，视星等为5.77，位于銀經214.78，銀緯-34.37，其B1900.0坐标为赤經4h 44m 2.5s，赤緯-16° -34.37′ 24″。